# NGC 152
NGC 152 је расејано звездано јато у сазвежђу Тукан које се налази на NGC листи објеката дубоког неба.
Деклинација објекта је - 73° 6' 58" а ректасцензија 0h 32m 56,9s. Привидна величина (магнитуда) објекта NGC 152 износи 11,6 а фотографска магнитуда 11,9. NGC 152 је још познат и под ознакама ESO 28-SC24.